# Helena Teigová
Helena Teigová, rozená Pešlová (12. března 1902, Třebýcina – 12. října 1986, Praha) byla česká překladatelka z francouzštiny a především polštiny.

## Život
Od dětství do roku 1919 žila v Polsku, kde si kromě polštiny osvojila během studia na místním gymnáziu i francouzštinu a získala trvalý vztah k polské literatuře. Krom pozdějších překladů prózy a divadelních her z polštiny se aktivně věnovala i rozvoji česko-polských kulturních styků. Jejím manželem byl profesor matematiky a teoretické fyziky Karel Teige. Její dcera Helena Stachová navázala na její činnost a je také překladatelkou z polštiny.

## Překlady
- Jerzy Andrzejewski: Noc, Popel a démant, Zlatá liška
- Tadeusz Borowski: Kamenný svět, Rozloučení s Marií (s Helenou Stachovou)
- Kazimierz Brandys: Město nepokořené, Příhody Xavera Šarleje, Paříž, město otevřené
- Andrzej Braun: Prázdnota
- Stanisław Brzozowski: Plameny
- Bohdan Czeszko: Pokolení
- Dominik Damian: Zrzavá manekýna
- Julian Galaj: Rodina Lebedů
- Jan Gerhard: Netrpělivost
- Pola Gojawiczyńska: Děvčata z Novolipek, Mříže
- Laurel Holliday: Holocaust a válka očima dětí (s Dagmar Steinovou, Angelou Žukovskou a Helgou Weissovou-Hoškovou)
- Tadeusz Hołuj: Konec našeho světa
- Jarosław Iwaszkiewicz: Březový háj, Milenci z Marony a jiné povídky
- Irena Jurgielewiczowa: Cizinec na ostrově, Jiná dívka?
- Tadeusz Konwicki: Němý snář
- Józef Ignacy Kraszewski: Hraběnka Coselová, Velký intrikán
- Leon Kruczkowski: Kordián a chám, Odvety, Osidla, 5 her
- Wacław Kubacki: Koncert pro orchestr
- Maciej Kuczyňski: Studený břeh
- Maria Kuncewiczowa: Cizinka, Klíče, Olivový háj, Tristan 1946
- Tadeusz Lopalewski: Břímě pustého moře
- Władysław Machejek: Ráno se přehnal uragán
- Zofia Nałkowska: Dům nad loukami (s Helenou Stachovou)
- Igor Newerly: Odkaz starého doktora, Šťastný Bída, Chlapec ze Salských stepí, Lesní moře
- Zbigniew Nienacki: Pytel Jidášů
- Eliza Orzeszkowa: Chám
- Bolesław Prus: Emancipantky, Farao, Loutka, Povídky, Přední stráž, Sirotčí osud a jiné povídky, Vlna se vrací
- Jerzy Putrament: General Boldyn, Počátek eposu a jiné povídky
- Wladyslaw Stanislaw Reymont: Lili
- Adolf Rudnicki: Živé a mrtvé moře (s Lenkou Teigovou-Stachovou), Staré a nové
- Henryk Sienkiewicz: Starý sluha a jiné povídky (s Karlem Málkem a Josefem Rumlerem), Strážce majáku a jiné povídky (s Karlem Málkem)
- Seweryna Szmaglewska: Dýmy nad Birkenau
- Stefan Żeromski: Rozklovou nás krkavci a vrány (s Vlastou Dvořáčkovou)
- Stanisław Zieliński: Dno misky
- Wojciech Żukrowski: Ariadniny noci a jiné povídky, Dům beze stěn, Kamenné desky